# Exploitation de l'uranium au Kazakhstan

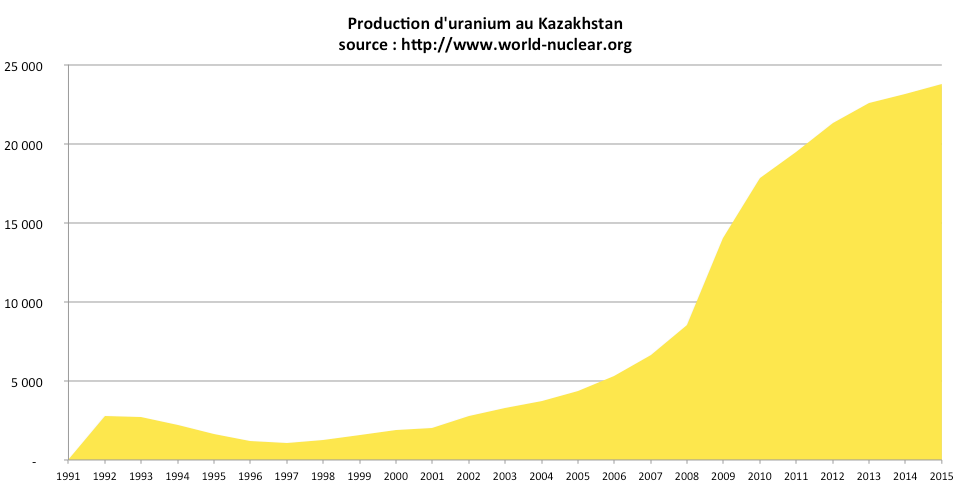
Production d'uranium au Kazakhstan 1991 à 2015

Le Kazakhstan est devenu depuis 2011 le plus grand producteur d'uranium au monde. L'extraction de l'uranium est effectuée par lixiviation in situ dans des champs de forages situés dans les bassins du Tchou-Saryssou et du Syr-Daria dans les Oblys de Kyzylorda et du Kazakhstan-Méridional.
| \| Tortkuduk Inkai South Inkai Akdala Mynkuduk Budenovskoye Akbastau Muyunkum Kharasan Zarechnoye Kanzhugan Irkol Karamurun Öskemen Alataou Stepnogorsk Semipalatinsk Baïkonour BN-350 Almaty Noursoultan Chimkent Karaganda \| Mines d'uranium et sites nucléaires au Kazakhstan |
| Tortkuduk Inkai South Inkai Akdala Mynkuduk Budenovskoye Akbastau Muyunkum Kharasan Zarechnoye Kanzhugan Irkol Karamurun Öskemen Alataou Stepnogorsk Semipalatinsk Baïkonour BN-350 Almaty Noursoultan Chimkent Karaganda                                                         |

## Histoire

### 1943 - 1991: époque soviétique
L'exploitation de l'uranium au Kazakhstan débute en 1943 dans le cadre du projet de bombe atomique soviétique. À la fin des années 1950, les soviétiques exploitent une mine d'uranium à 30 km au nord-est de la ville d'Aktaou, où le surgénérateur BN-350 alimente la ville en électricité. Mais dans la région de la mer Caspienne, l'industrie de l'uranium et du nucléaire est abandonnée dans les années 1990, avec l'indépendance du pays. 
La république soviétique du Kazakhstan est l'une des principales régions productrices d'uranium pour l'URSS. Avant la chute de l'Union soviétique, plus de 70 000 tonnes d'uranium sont extraites au Kazakhstan selon l'AIEA. À cette époque, les mines d'uranium kazakhes sont principalement souterraines ou à ciel ouvert, dans les régions de Kokchetaou, Bet-Pak-Dala et Aktaou. Plusieurs usines soviétiques ont traité le minerai d’uranium kazakh : le combinat minier Kyrgyzski Kara Balta au Kyrgyzstan, le combinat minier et chimique Leninabadski au sud du pays, le combinat minier et chimique Tselinny à Stepnogorsk et le combinat miner et chimique Prikaspiiski à Aktaou. 
Dans les années 1970, l'Union soviétique commence l'exploration géologique de l'uranium dans le sud du Kazakhstan et développe l'exploitation par lixiviation in situ à l'acide sulfurique. En 1978, les gisements de Mynkuduk et Uvanas entrent en production. Pendant la période soviétique, le minerai est traité au combinat de Kara Balta au Kyrgyzstan. En 1993, le Kazakhstan réduit la quantité de minerai envoyé au Kirghizistan et envoie une grande partie du minerai au combinant minier et chimique de Tselinnyy (KazSabton) à Stepnogorsk. 
En 1990, la technique de lixiviation in situ a remplacé les mines à ciel ouvert et souterraines pour produire l'uranium au sud du Kazakhstan. La production baisse de 800 tonnes d'uranium pour l'année 1991 jusqu'à moins de 600 tonnes par an. Certaines sources l'expliquent par la baisse des prix de l'uranium et des politiques américaines anti-dumping. D'autres sources évoquent la baisse de la qualité du minerai dans les mines souterraines, le coût du transport du minerai jusqu'à l'usine de Stepnogorsk et le manque d'investissement financier.

### Depuis 1991: marché mondial
| \| Tortkuduk Inkai South Inkai Akdala Mynkuduk Budenovskoye Akbastau Muyunkum Kharasan Zarechnoye Kanzhugan Irkol Karamurun Chimkent Shieli Cholakkorgan Suzak Turkestan Arys Kentaou Chardara Saryaghach Sayram \| Mines d'uranium au Kazakhstan-Méridional |
| Tortkuduk Inkai South Inkai Akdala Mynkuduk Budenovskoye Akbastau Muyunkum Kharasan Zarechnoye Kanzhugan Irkol Karamurun Chimkent Shieli Cholakkorgan Suzak Turkestan Arys Kentaou Chardara Saryaghach Sayram                                                |

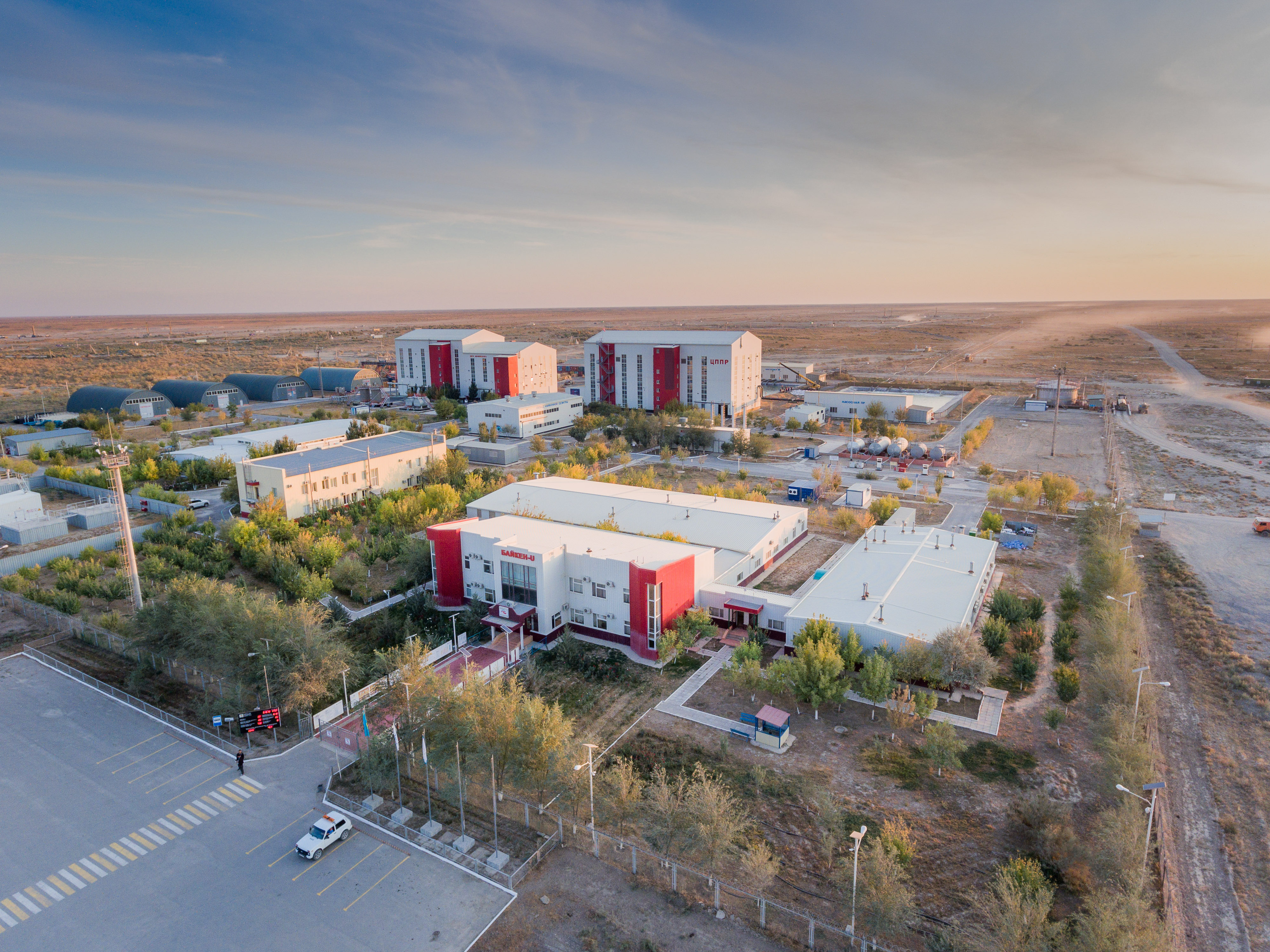
La mine d'uranium de Baiken en 2019.

À partir de 2001, de nouveaux forages par lixiviation in situ dans les steppes de l'Oblys de Kyzylorda et du Kazakhstan-Méridional augmentent progressivement la production nationale d'uranium, qui dépasse celle du Canada en 2011. À la suite d'une visite du financier canadien Frank Giustra avec Bill Clinton auprès du président Nazerbaïev en 2005, la société canadienne UrAsia obtient une participation dans trois mines d’uranium : Akdala, South Inkai et Kharasan Nord.
En 2008, autour de la mine de Karamurun, des habitants s'opposent à l'exploitant Kazatomprom. Un propriétaire dénommé Elibay Dzhikibaev ne donne pas son accord pour des forages, et la population locale le prend en exemple.
En 2008, l'exploitant franco-kazakhe Katco refuse de payer une amende de 40 millions de Tenges (soit 200 000 euros) pour avoir violé les lois environnementales à Muyunkum. En novembre 2011, sur le même site de Muyunkum se produit une fuite de 240 mètres cubes d'acide sulfurique.
En 2015, le Kazakhstan produit environ 23 800 tonnes soit 39 % de l'uranium mondial. Il y a alors 17 mines d'uranium dans le pays.
Le Kazakhstan posséderait 15 % des réserves mondiales d'uranium.

## Économie
L'extraction de l'uranium est importante pour l'économie du Kazakhstan, mais l'industrie nucléaire ne contribue pas à la production d'électricité ou d'énergie au Kazakhstan.
Kazatomprom, la compagnie nationale nucléaire, est fondée en 1997. Elle possède des liens étroits avec les puissances nucléaires étrangères : des accords ont été signés avec les gouvernements de la Russie, du Japon, de la Chine, du Canada (Uranium One et Cameco), de l'Inde et de la France (Katco)

## Mines

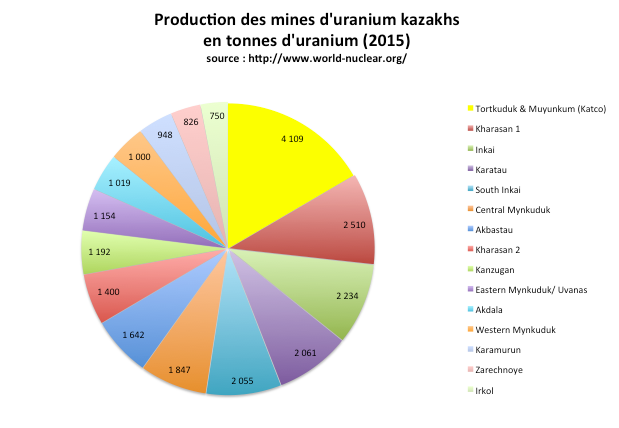
Production des mines d'uranium au Kazakhstan en 2015

- Karamurun (nord et sud) - production depuis 2001
- Muyunkum - production depuis 2004
- Akdala - production depuis 2004
- Mynkuduk (ouest, centre et est) - production depuis 2006
- Zarechnoye (centre et sud) - production depuis 2006
- Kanzhugan - production depuis 2008
- Kharasan (1 et 2)- production depuis 2008
- Budenovskoye 2 (Karatau) - production depuis 2008
- Tortkuduk - production depuis 2008
- Irkol - production depuis 2008
- South Inkai -  production depuis 2009
- Akbastau (Budenovskoye 1, 3 et 4) - production depuis 2009
- Inkai - production depuis 2010
- Zhalpak - en projet (2017?)

## Statistiques de production
| Pour des raisons techniques, il est temporairement impossible d'afficher le graphique qui aurait dû être présenté ici. |

| Pour des raisons techniques, il est temporairement impossible d'afficher le graphique qui aurait dû être présenté ici. |